# Menhir du Mené
Der Menhir du Mené (auch Menhir de Bottergal genannt) steht nahe der Einmündung der Straßen Bottergal und Le Mené bzw. Kerpicard, südwestlich von Moustoir-Ac bei Vannes im Département Morbihan in der Bretagne in Frankreich.
Die Angaben zur Höhe des Menhirs schwanken zwischen 3,6 und über 4,0 Metern. Da der jungsteinzeitliche Menhir in einer (erst später aufgeschütteten) Böschung steht, gibt es Spekulationen darüber, ob er eigentlich nicht 6,0 oder gar 7,0 m hoch ist. Am Fuße des Granitsteines wurden Ausgrabungen gemacht, aber nur ein paar zerbrannte Steine gefunden.
In der Nähe liegen „Les pierres du Mené“ (deutsch „Die Steine von Mené“). Es ist unklar, ob diese um Moustoir-Ac vielfach anzutreffenden Steine mit großen runden Aushöhlungen rituelle Opfersteine sind oder ob die Eintiefungen durch Erosion (Gletschermühlen) entstanden.